# 2023 en Syrie
Cet article présente les faits marquants de l'année 2023 en Syrie.

## Évènements
- 6 février : un séisme en Turquie fait plusieurs milliers de morts en Syrie.
- 19 février : à Damas, un raid israélien fait plusieurs morts[1].
- 27 août : début de l'offensive de Deir ez-Zor.
- 1er septembre : embuscade d'al-Sarraf dans le gouvernorat de Lattaquié.
- 5 octobre : attaque de drones contre l'académie militaire de Homs.